# Horodyszcze (obwód grodzieński)
Horodyszcze (biał. Гарадзішча; ros. Городище) – wieś na Białorusi, w obwodzie grodzieńskim, w rejonie werenowskim, w sielsowiecie Raduń.

## Historia
Od XIV do XVII wieku istniał tu zamek, należący do wielkich książąt litewskich i królów Polski, z drewniano-ziemnym wałem obronnym i zwodzonym mostem. 20 października 1536 na zamku w obecności króla Polski Zygmunta I Starego podpisano umowę o ślubie Barbary Radziwiłłówny i Stanisława Gasztołda. Obecnie po zamku pozostały ruiny.
W dwudziestoleciu międzywojennym wieś leżała w Polsce, w województwie nowogródzkim, w powiecie lidzkim, w gminie Raduń. Po II wojnie światowej w granicach Związku Sowieckiego. Od 1991 w niepodległej Białorusi.